# Tulcus amazonicus
Tulcus amazonicus är en skalbaggsart som först beskrevs av Thomson 1860.  Tulcus amazonicus ingår i släktet Tulcus och familjen långhorningar. Inga underarter finns listade i Catalogue of Life.